# Kanorado, Kansas
Kanorado là một thành phố thuộc quận Sherman, tiểu bang Kansas, Hoa Kỳ. Năm 2010, dân số của xã này là 153 người.